# 上南方

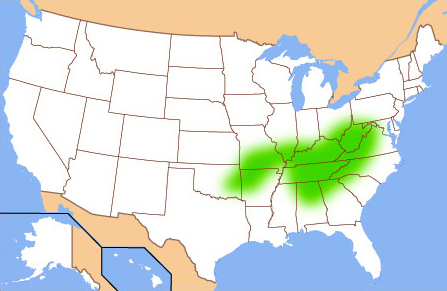
Upland South是以地形、歷史、文化來定義的，與州界並非必然相等。本圖顯示的是約略的範圍。

上南方（Upper South或Upland South）指的是美國南部偏北的地區，與其相對的是深南部（Lower South或Deep South）。

## 地理
在英語中"Upland South"和"Upper South"有些微分別。前者通常以地形作定義：一般指的是東起阿帕拉契山脈南部或阿帕拉契山區（不包括阿帕拉契地區委員會劃定的全部範圍），西至奧沙克山區、沃希托山區之間的高原、丘陵和盆地，當中包括坎伯蘭高原、納什維爾盆地和藍草盆地。山麓地區（Piedmont）的南部一般被視作"Upland South"的一部份，但大西洋沿岸平原（例如維吉尼亞州的泰德沃特地區）和南北卡羅萊納州的低地則否。
Upland South也包括了南卡羅萊納州的西北部（南卡羅萊納上州）、北喬治亞州、北阿拉巴馬州（有時甚至包括中阿拉巴馬州）和奧克拉荷馬州東部，還有一些北方的州份，例如南伊利諾伊州（又稱「小埃及」或肖尼丘陵）、南印地安納州和俄亥俄州東南部。有時密西西比州東北部也會被列入。同樣，Upper South的某些地區並不在Upland South的範圍內，例如密西西比灣（包括阿肯色州東部、密蘇里州的靴跟地區、肯塔基州的傑克遜購地和西田納西的一部份），以及北卡和維吉尼亞的海岸平原。

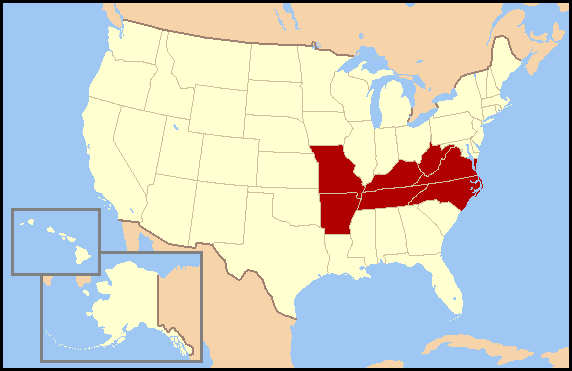
Upper South有很多種定義。常見的一種為在薩姆納堡之役以前並未脫離聯邦的州份。，加上兩個分離失敗的州：肯塔基、密蘇里和在美國內戰開始前為維吉尼亞州一部分的西維吉尼亞州。（Meinig, 1993）但今日密蘇里州更多被視為美國中西部的一部分。

與之相對，"Upper South"傾向以州界定義。常見的定義是：在美國內戰時期直至薩姆納堡之役以前並未脫離聯邦的州份——維吉尼亞州、田納西州、阿肯色州和北卡羅萊納州。另外屬於邊界州的肯塔基、密蘇里和西維吉尼亞也被視為本區的一部分，但不包括馬里蘭州和特拉華州。《大英百科全書》所提供的範圍較為狹窄，只有北卡、田納西、肯塔基、維吉尼亞和西維吉尼亞五州。另外，相對於「種植園的南方」（Plantation South），上南方在書中被稱為「自耕農的南方」（Yeoman South）。
但整體而言，兩者涵蓋的範圍大致一樣——美國南部偏北的地區，所以兩者可以互換使用。「下南部」或「深南部」的情形相若，只是它們指的範圍是上南方以南的地區。

## 歷史與文化
上南方和深南部有某些方面有明顯的不同，不但在地形方面有分別，在歷史、經濟、人口和聚落的形態都有差異。

### 淵源
上南方在18世紀末至19世紀初之間形成了獨有的文化。自海岸地區內遷的移民及生活方式在當地已存在了數十年，但在18世紀末才出現大規模的移入。總體的情況是，從馬里蘭州、維吉尼亞州和北卡的平原區和山麓地區向西遷移，以及從賓夕法尼亞州向西南方遷移：大量的歐洲移民抵達費城以後，經大馬車路（Great Wagon Road）向西、西南經阿帕拉契谷地進入阿帕拉契高原。雪倫多亞河谷因為這股來自維吉尼亞和賓州的移民潮，早在1750年已經成為白人的定居範圍。
這些移民逐漸散佈在阿帕拉契山區並繼續往西，穿越阿帕拉契高原進入奧沙克和沃希托山區，最終抵達德克薩斯丘陵。這些移民主要有英裔美國人、蘇格蘭裔美國人和德裔美國人。他們在阿帕拉契山腳落腳穿越山脈和高原向西推進，經過密西西比河抵達奧沙克山區。在有印地安人出沒的地區，他們會建立定居點。到了比較安全的地方，才會分散地以家族為單位居住，很少形成市鎮。早期上南方的居民以小規模種植業、畜牧業和狩獵為生。這些深南方與中西部的生活形態大異其趣。

### 與其他地區的差異
深南部歷史上一般與棉花連結起來。直到1850年「棉花州」一詞已經是一種常用語，而上下南方的差異也是在這時候得到廣泛認同。關鍵在於深南部的種植園為單位的經濟作物農業（農作物以棉花、稻米、糖為主，並使用來自非洲的奴隸耕作，但奴隸主在市鎮生活）：這種生產方式源於西印度群島，後來傳入南卡和路易斯安那再向深南部其他地區推廣（當然也有例外情況）這種城鄉差別、集中於幾種作物以大規模使用奴隸的經濟形態，都與上南方有很大不同。維吉尼亞州及其周邊地區又與上下南方不同：雖然其組織形式也源自西印度，其作物—煙草—一開始就是一種經濟作物，又廣泛使用奴隸，但當地城市化比例較高等特徵，與深南部其他地區不一樣。
由於在使用黑奴的形態的差距，到今天為止上下南方的界線仍舊可以從兩地的非裔美國人佔總人口百分比看得到。英語中的Black Belt原來指的是阿拉巴馬州適合種植棉花的黑土帶，如今更一般被理解為黑人地帶——黑人人口比例較高的地區。相比之下，上南方一開始就較少使用黑奴。
另外，深南部的印第安人勢力強大（主要有「開化五族」，即切羅基族、克里族、塞米諾爾族、喬克托族和奇克索族）足以令拓荒者卻步。直到19世紀初期的眼泪之路以前棉花種植仍然未能形成熱潮（又稱為「阿拉巴馬熱潮」）。在上南方，特別是田納西和肯塔基，類似的拓殖—對抗情境在18世紀晚期已經出現。
上南方與大西洋沿岸平原南部和棉花帶的差別經常形成地區緊張和州內衝突。例如在18世紀末葉，南北卡羅萊納的內陸人口超過了沿海較富裕、較古老，社會地位較高的一群，導致類似在北卡爆發的抗規之戰（War of the Regulation）之類的武裝衝突發生。類似的情況在後來也出現在西部的州份，例如，北阿拉巴馬的白人居民來自田納西上南方地區，而南部是棉花的主要產地。在美國內戰時期上南方就以反邦聯聞名。維吉尼亞州的西部加入聯邦，成為西維吉尼亞州。肯塔基和密蘇里留在聯邦但內部出現了分裂。東田納西、北阿拉巴馬和北喬治亞也有強烈的親聯邦情緒。

### 今日上南方

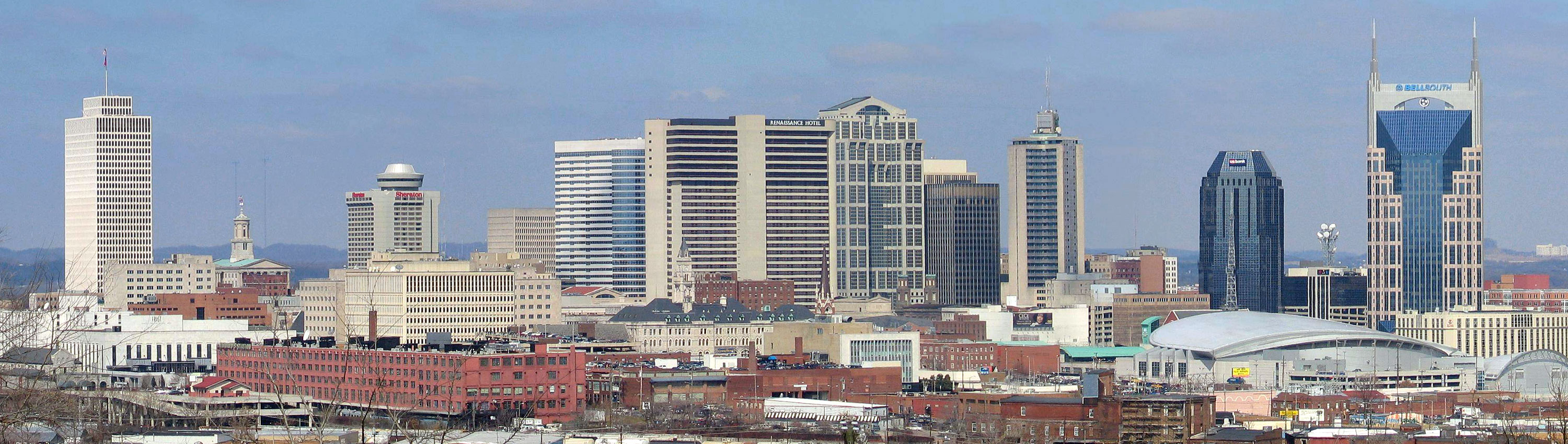
納什維爾

上南方地區又有更細的劃分。肥沃的低地，例如納什維爾盆地和藍草盆地，在19世紀形成了納什維爾、列克星敦和路易維爾等大城市，成為金融、商業，以及上南方社會精英的集中地。但上南方大部分地區仍然具有鄉郊的特徵。
雖然上南方歷史上是鄉郊地區為主，但她是美國早期的工業發源地——直到今天仍然如此。對煤、鐵、銅和其他礦物的開採一直都是本地區經濟的一個組成部份。採礦和冶金的重要性可以從散佈在整個地區的很多鎮名中看到，例如西維吉尼亞的布盧默里和田納西的鴿子爐（英語的forge和bloomery都是熔鐵爐的意思）。
伐木業也是上南部重要的產業。19世紀末到20世紀初鐵路的發展令該地區成為美國木材的主要來源。今日森林的重要性可以在眾多的國家級森林中看到：田納西的切诺基国家森林（Cherokee National Forest）、北卡的楠塔哈拉國家森林（Nantahala National Forest）、丹尼爾·布恩國家森林（Daniel Boone National Forest）等等。上南部的地形和森林，以及其歷史和文化，在鄰近的地區也會出現，而出現的形式是國家級森林，例如南伊利諾伊的肖尼國家森林（Shawnee National Forest）、南印地安納的胡齊爾國家森林（Hoosier National Forest）、東南俄亥俄的韋恩國家森林（Wayne National Forest）、北阿拉巴馬的威廉·B·班克黑德國家森林（William B. Bankhead National Forest）、北喬治亞的查塔胡其-奧康尼國家森林（Chattahoochee-Oconee National Forest）、南卡的薩姆特國家森林（Sumter National Forest）和在阿肯色州和奧克拉荷馬州交界的沃希特國家森林（Ouachita National Forest）。
紡織業自深南部的棉花熱潮開始也成為上南方的重要產業。
時至今日，上南方的人種和經濟構成呈多元化。一些例如像雪倫多亞河谷的地區，就以其鄉村景觀聞名，而田納西河谷地等地已經完成工業化。諾克斯維爾和亨茨維爾是當地工業和科研的中心。

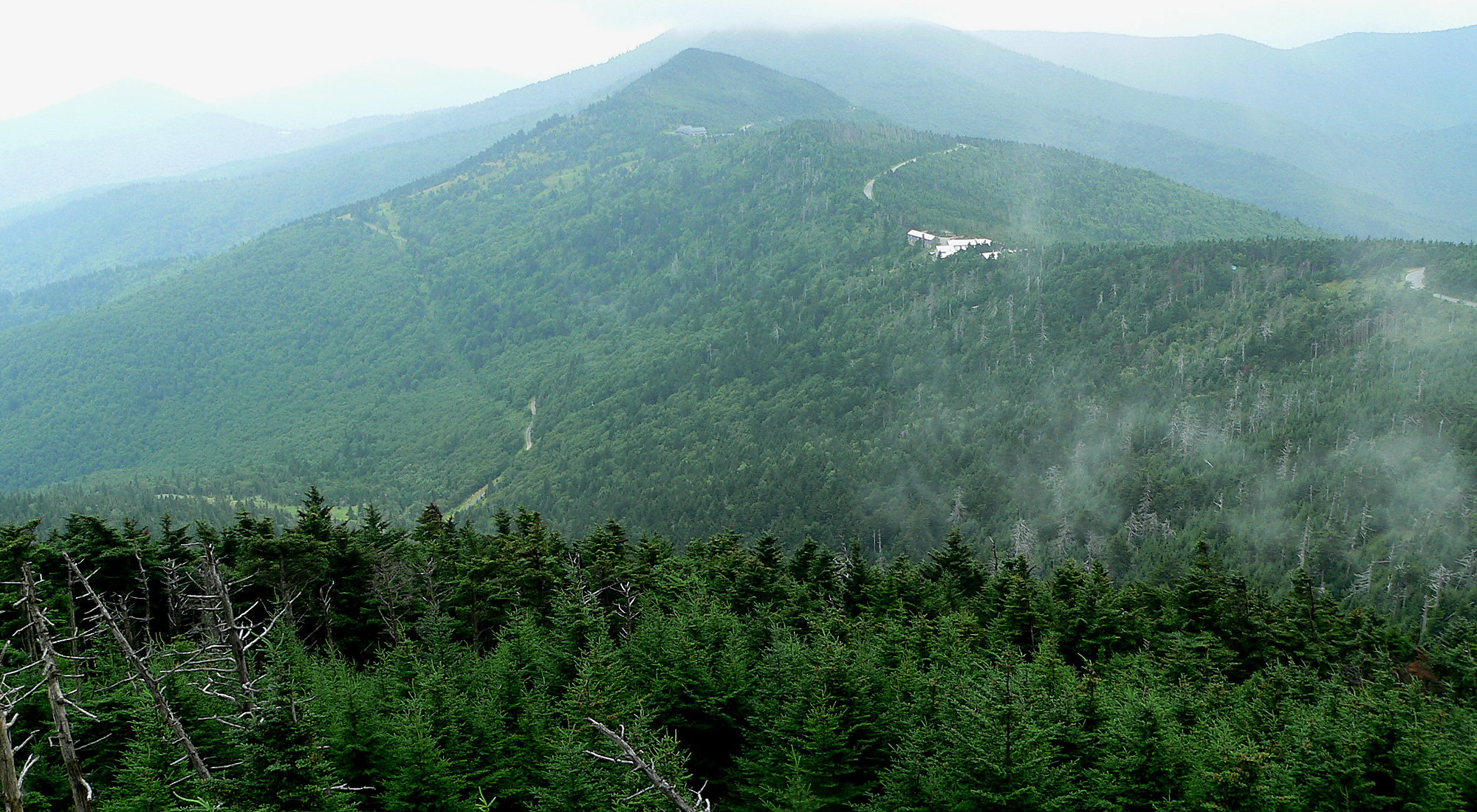
米切爾峰：密西西比河以東的最高點